# U-21-Fußball-Europameisterschaft 2019/Finalrunde
Dieser Artikel beschreibt die Finalrunde der U-21-Fußball-Europameisterschaft 2019 in Italien und San Marino.

## Spielplan
|  | Halbfinale  | Halbfinale |             |         | Finale | Finale |
|  |             |            |             |         |        |        |
|  |             |            |             |         |        |        |
|  | Deutschland | 4          |             |         |        |        |
|  | Rumänien    | 2          |             |         |        |        |
|  |             |            | Deutschland | 1       |        |        |
|  |             |            |             | Spanien | 2      |        |
|  | Spanien     | 4          |             |         |        |        |
|  | Frankreich  | 1          |             |         |        |        |
|  |             |            |             |         |        |        |

## Halbfinale

### Deutschland – Rumänien 4:2 (1:2)
| Deutschland                                                    | Deutschland | Rumänien | Rumänien |
| -------------------------------------------------------------- | --- | --- | -------- |
| Deutschland                                                    | \| 27. Juni 2019 um 18:00 Uhr in Bologna (Stadio Renato Dall’Ara) \| \| Zuschauer: 16.211 \| \| Schiedsrichter: Orel Grinfeld ( Israel) \| \| Spielbericht \| | \| 27. Juni 2019 um 18:00 Uhr in Bologna (Stadio Renato Dall’Ara) \| \| Zuschauer: 16.211 \| \| Schiedsrichter: Orel Grinfeld ( Israel) \| \| Spielbericht \|                                                                                                 | Rumänien |
| Deutschland                                                    | Alexander Nübel – Lukas Klostermann, Jonathan Tah , Timo Baumgartl, Maximilian Mittelstädt – Maximilian Eggestein (88. Arne Maier), Florian Neuhaus (79. Lukas Nmecha), Mahmoud Dahoud (90+3. Robin Koch) – Levin Öztunali, Nadiem Amiri, Luca Waldschmidt Cheftrainer: Stefan Kuntz | Ionuț Radu – Cristian Manea, Ionuț Nedelcearu, Alexandru Pașcanu, Florin Ștefan – Tudor Băluță, Alexandru Cicâldău (69. Andrei Ciobanu), Dennis Man, Ianis Hagi – George Pușcaș (87. Adrian Petre), Andrei Ivan (55. Florinel Coman) Cheftrainer: Mirel Rădoi | Rumänien |
| Deutschland                                                    | 1:0 Amiri (21.) 2:2 Waldschmidt (51., Foulelfmeter) 3:2 Waldschmidt (90.) 4:2 Amiri (90.+4') | 1:1 Pușcaș (26., Foulelfmeter) 1:2 Pușcaș (44.) | Rumänien |
| Deutschland                                                    | Baumgartl (25.), Tah (47.) | Ivan (35.), Hagi (50.), Pașcanu (88.) | Rumänien |
| Deutschland                                                    | Pașcanu (90.+2') | | Rumänien |
| 27. Juni 2019 um 18:00 Uhr in Bologna (Stadio Renato Dall’Ara) | | |          |
| Zuschauer: 16.211                                              | | |          |
| Schiedsrichter: Orel Grinfeld ( Israel)                        | | |          |
| Spielbericht                                                   | | |          |

### Spanien – Frankreich 4:1 (2:1)
| Spanien                                                                                | Spanien | Frankreich | Frankreich |
| -------------------------------------------------------------------------------------- | --- | --- | ---------- |
| Spanien                                                                                | \| 27. Juni 2019 um 21:00 Uhr in Reggio nell’Emilia (Mapei Stadium – Città del Tricolore) \| \| Zuschauer: 6.522 \| \| Schiedsrichter: Georgi Kabakow ( Bulgarien) \| \| Spielbericht \|                                                                 | \| 27. Juni 2019 um 21:00 Uhr in Reggio nell’Emilia (Mapei Stadium – Città del Tricolore) \| \| Zuschauer: 6.522 \| \| Schiedsrichter: Georgi Kabakow ( Bulgarien) \| \| Spielbericht \|                                                                                               | Frankreich |
| Spanien                                                                                | Antonio Sivera – Martín Aguirregabiria, Unai Núñez, Jesús Vallejo, Júnior Firpo – Fabián (85. Mikel Merino), Marc Roca – Dani Olmo, Dani Ceballos (74. Carlos Soler), Pablo Fornals – Mikel Oyarzabal (63. Borja Mayoral) Cheftrainer: Luis de la Fuente | Paul Bernardoni – Fodé Ballo-Touré, Dayot Upamecano, Ibrahima Konaté, Colin Dagba (22. Kelvin Amian) – Houssem Aouar, Lucas Tousart (58. Moussa Dembélé), Mattéo Guendouzi – Jeff Reine-Adélaïde, Jean-Philippe Mateta (71. Marcus Thuram), Jonathan Ikoné Cheftrainer: Sylvain Ripoll | Frankreich |
| Spanien                                                                                | 1:1 Marc Roca (28.) 2:1 Oyarzabal (45.+5', Foulelfmeter) 3:1 Dani Olmo (47.) 4:1 Mayoral (67.) | 0:1 Mateta (16., Foulelfmeter) | Frankreich |
| Spanien                                                                                | Firpo (14.), Fabián (25.), Aguirregabiria (82.), Nuñez (90.) | Mateta (18.), Thuram (81.) | Frankreich |
| 27. Juni 2019 um 21:00 Uhr in Reggio nell’Emilia (Mapei Stadium – Città del Tricolore) | | |            |
| Zuschauer: 6.522                                                                       | | |            |
| Schiedsrichter: Georgi Kabakow ( Bulgarien)                                            | | |            |
| Spielbericht                                                                           | | |            |

## Finale

### Spanien – Deutschland 2:1 (1:0)
| Spanien                                             | Spanien | Deutschland | Deutschland |
| --------------------------------------------------- | --- | --- | ----------- |
| Spanien                                             | \| 30. Juni 2019 um 20:45 Uhr in Udine (Stadio Friuli) \| \| Zuschauer: 23.232 \| \| Schiedsrichter: Srđan Jovanović ( Serbien) \| \| Spielbericht \| | \| 30. Juni 2019 um 20:45 Uhr in Udine (Stadio Friuli) \| \| Zuschauer: 23.232 \| \| Schiedsrichter: Srđan Jovanović ( Serbien) \| \| Spielbericht \| | Deutschland |
| Spanien                                             | Antonio Sivera – Jesús Vallejo , Unai Núñez, Martín Aguirregabiria, Júnior Firpo – Fabián (78. Mikel Merino), Dani Olmo, Marc Roca, Pablo Fornals (72. Borja Mayoral) – Dani Ceballos, Mikel Oyarzabal (55. Carlos Soler) Cheftrainer: Luis de la Fuente | Alexander Nübel – Benjamin Henrichs, Lukas Klostermann, Jonathan Tah , Timo Baumgartl – Maximilian Eggestein (78. Lukas Nmecha), Mahmoud Dahoud, Suat Serdar (61. Florian Neuhaus) – Levin Öztunali (72. Marco Richter), Luca Waldschmidt, Nadiem Amiri Cheftrainer: Stefan Kuntz | Deutschland |
| Spanien                                             | 1:0 Fabián (8.) 2:0 Olmo (69.) | 2:1 Amiri (88.) | Deutschland |
| Spanien                                             | Vallejo (33.), Núñez (71.), Sivera (83.) | | Deutschland |
| 30. Juni 2019 um 20:45 Uhr in Udine (Stadio Friuli) | | |             |
| Zuschauer: 23.232                                   | | |             |
| Schiedsrichter: Srđan Jovanović ( Serbien)          | | |             |
| Spielbericht                                        | | |             |